# ليو ويجوان
ليو ويجوان مواليد 28 فبراير 1983، هي لاعبة كرة مضرب صينية بدأت مسيرتها كمحترفة سنة 2000 تلعب باليد اليمنى. أعلى تصنيف لها في الفردي كان 490. أعلى تصنيف لها في الزوجي كان 442.

## روابط خارجية
- ليو ويجوان على موقع رابطة محترفات التنس (الإنجليزية)
- ليو ويجوان على موقع الاتحاد الدولي لكرة المضرب (الإنجليزية)
- ليو ويجوان على موقع خلاصة التنس.كوم (الإنجليزية)